# David Abasjidzestadion
Het David Abashidzestadion is een voetbalstadion in de Georgische stad Zestafoni. In het stadion speelt FC Zestafoni haar thuiswedstrijden.